# Ozirisz
Ozirisz (wsỉr, azaz Uszir[e], görög betűkkel: Ὄσιρις) az ókori egyiptomi vallás egyik legfontosabb istene. A héliopoliszi enneád tagja, Ízisszel és Hórusszal alkot istenháromságot. Leginkább a túlvilág és a halottak isteneként ismert. Nemcsak az elhunytak könyörületes bírája, hanem az alvilág életet adó ura is, tőle ered a termőföld termékenysége, és ő tanította meg a földművelésre az emberiséget. A halál utáni élettel való kapcsolata miatt összefüggésbe hozták a természet körforgásával is, különösen a növényzet évenkénti megújulásával és a Nílus áradásával, ezáltal az áradás kezdetét jelző Szíriusz csillaggal és az Orion csillagképpel is.
Gyakori címe a Henti-Amentiu, „első a nyugatiak között”, ami a holtak birodalma feletti uralmára utal. Nevezték „az élők urának” is, mivel a túlvilágra jutott elhunytakat élőknek is hívták. Nevezik „a szeretet urának”, „örökké jóságosnak és fiatalnak” és „a csend urának” is.
Az elhunyt uralkodókat Ozirisszel azonosították – úgy tartották, ahogy Ozirisz feltámadott a halálból, úgy nyerik el ők is az örök életet. Az újbirodalom idejére már nemcsak a fáraókat, hanem a közembereket is azonosították az istennel, ha elvégezték rajtuk a megfelelő szertartást.
Az V. dinasztia korából maradt fenn első ismert említése, bár kultusza valószínűleg sokkal régebbre nyúlik vissza; és a Henti-Amentiu kifejezés már az I. dinasztia idején is előfordul, fáraói címként is. Egészen a kereszténység egyiptomi elterjedéséig tisztelték.

## Neve

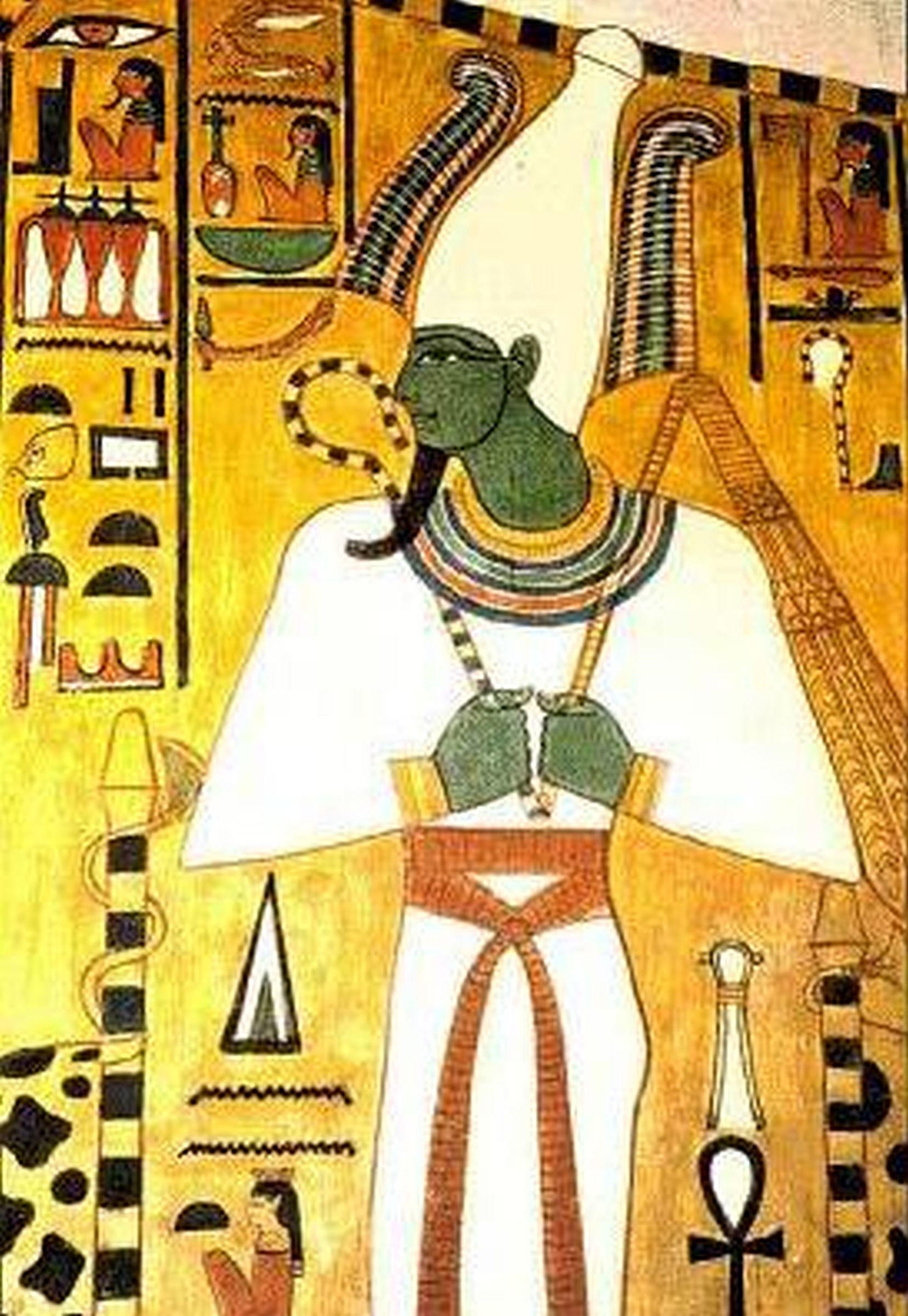
Ozirisz

Az „Ozirisz” az isten eredeti nevének görögösített alakja. Több kísérlet történt neve eredeti kiejtésének rekonstruálására és jelentésének megfejtésére. Számos hieroglif írásmódjából a legkorábbi az, amelyiken egy trón és utána egy szem képe szerepel. A trón képe trónt vagy helyet jelent, a szem hieroglifával pedig a „teremteni, létrehozni” jelentésű ỉrỉ igét is írták, és a Piramisszövegekben szerepel is utalás egy lehetségesen ezzel kapcsolatos jelentésre – „A király létrehozza az ő helyét, mint Ozirisz”. Így lehet a jelentés akár az is, hogy „aki elfoglalja a trónt” (ezt szintén alátámasztja egy sor a Piramisszövegekből, ahol Oziriszre azt mondják: „ő, aki elfoglalta Ré trónját”), bár ennek ellentmond, hogy a szem jele az óbirodalmi írásmódban mindenhol a tróné mögött áll. Klaus P. Kuhlmann ugyanezekből a szavakból kiindulva „a teremtés helye”-ként fordítja a nevet, ami utal Ozirisz termékenységi aspektusára, a legkorábbi szövegekben azonban ezt a szerepet még nem ruházták az istenre.
Felhívta magára a figyelmet az a szembetűnő tény is, hogy a trón hieroglifa Ízisz nevében is előfordul, így a két istenség nevének etimológiailag is lehet köze egymáshoz. Az ỉrỉ sok jelentése közt előfordul az „összeházasodni valakivel” és a „párosodni” is, tehát Ozirisz neve arra utal, ő Ízisz párja. Kurt Sethe az istennőt mint a királyi trón megszemélyesítését látja, így Ozirisz neve olyasmit jelent, hogy „aki elfoglalja a trónt”.
A kopt és görög alakból is látszik, hogy Ozirisz nevének elején u hang állt. Emiatt valószínűnek tűnik a wsr, „erősnek lenni” gyökből való levezethetőség, ami egyrészt megfelel annak, hogy számos más istennek is eredetileg egyszerű, egyjelentésű neve volt (lásd még: Ámon, „az elrejtett”, Uadzset, „a zöld/virágzó”), másrészt pedig másodlagosan felvehette a trón elfoglalásával kapcsolatos jelentést is, ami kiejtésére is hatással lehetett. Az isten nevének későbbi írásmódjaiban is nyilvánvaló egyfajta szójáték, például néha a „felébredni” jelentésű rs ige hieroglif jelével írják, annak jeleként, hogy Ozirisz felébredt halottaiból, máshol a w3s jellel, ami királyi szimbólumként Ozirisz királyi hatalmára utal. Hogy a nevet nem a wsr jellel írták, hatással lehetett ez a szójátékra való törekedés is, illetve az is, hogy próbálták elkerülni az őket félelemmel eltöltő isten nevének leírását (amire az is utal, hogy az Óbirodalom idején személynevekben nem fordul elő Ozirisz neve).
Történtek kísérletek arra is, hogy az isten idegen eredetét bizonyítsák. Oric Bates a berber wsr, 'idősnek lenni' gyökből vezette le a nevet, erre azonban nincs bizonyíték. Theodule Deveria az asszír Assur istennel rokonította Oziriszt, egyes követői pedig Íziszt is azonosították Istárral. A nevek hasonlósága azonban lehet véletlen egybeesés is, és a mitológiai egybeesések is túl általánosak ahhoz, hogy meggyőzőek legyenek.
Ozirisz nevének transzliterációja ws-ỉr, de egy elmélet szerint az 3s-ỉr helyesebb lenne. A trón hieroglifát ugyanis egyetlen más szóban sem írják át ws-ként, a kopt és görög írásmód a kezdeti alef hangot nem tudta jelölni, így az OY kezdőhanggal átírt szó kezdődhetett aleffel, a föníciai átírás megőrzi az isten neve elején az alefet, az arámi pedig átírásban nem tesz különbséget Ozirisz és Ízisz nevének trón hieroglifája átírásakor.

## A mítoszokban
Ozirisz mítoszairól a legtöbb információ forrásai az V. dinasztia végén íródott Piramisszövegek, újbirodalmi forrásszövegek, mint a Hórusz és Széth története és a Sabaka-kő felirata, illetve jóval később élt görög szerzők művei, például Plutarkhosz Ízisz és Ozirisze vagy Diodórosz Szikülosz írásai.
Geb földisten és Nut égistennő legidősebb gyermeke volt, testvérei Széth, Ízisz és Nebethet.

## Ikonográfiája
Ábrázolása antropomorf, többnyire fáraói jelvényekkel (szakáll, korona), zöld bőrrel, részben múmiapólyában ábrázolják.

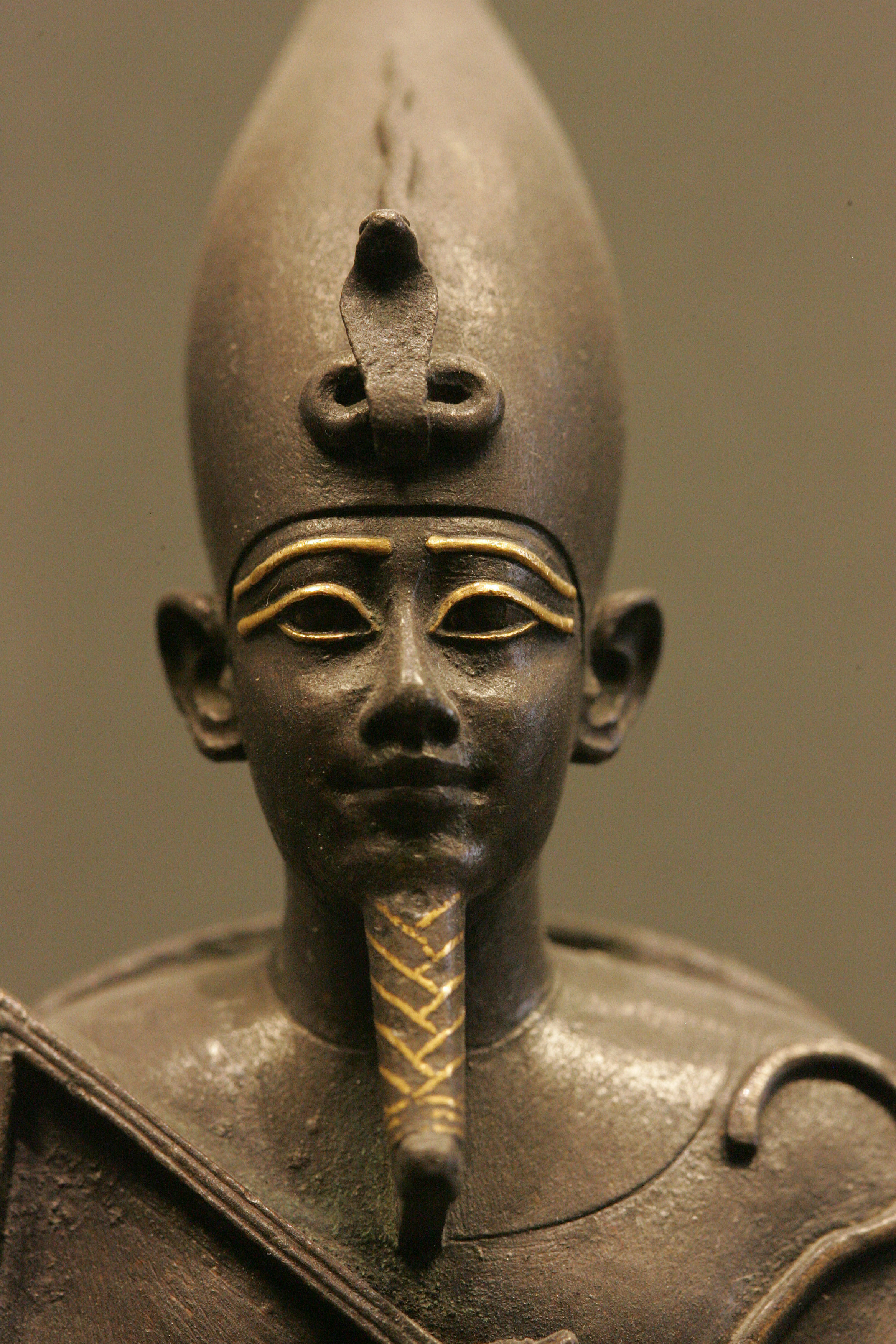
Ozirisz

Uralkodói jelképekkel, például korbáccsal, pásztorbottal és a Felső-Egyiptom fehér koronájára emlékeztető, két madártollal ékes atefkoronával, rendszerint fehér lepelben ábrázolják. Kéztartása (mellkasán keresztbe fektetett karok; a fáraókat ebben a pozícióban temették el) mutatja, múmiáról van szó, a Holtak Uráról. Leginkább zöldre festett bőrrel ábrázolják, ez termékenységi aspektusát hivatott jelezni. A zöld szín mellett a fekete színnel való ábrázolása is egyaránt a termékenység jele. Élő jelképe az Ápisz-bika volt.

## Kultusza
Egyik legfontosabb temploma az Ozirion, Abüdoszban. Vízben álló oszlopcsarnoka, időtlen hangulata talán a legszembetűnőbb.
Kezdetben Oziriszt csak a Delta egyik városában, Busziriszben imádták, ahol a föld és a növényzet uraként, tehát nem is a legfőbb istenként tisztelték. Kultusza azonban nagyon gyorsan elterjedt az egész országban és kiszorította a helyi istenségeket, magára vállalva azok szerepét is. Például Memphiszben Szokhariszhez hasonult, akinek az volt a szerepe, hogy felügyelje a földalatti világokat. S így vált Ozirisz a halottak istenévé. Kultusza a napistenével vetekedett, sőt azt el is homályosította az V. dinasztia végétől, amikortól azt tartották, hogy a halott fáraó Ozirisszé változik. A középbirodalomban pedig már minden halottról ezt gondolták. Az újbirodalom korában ezt még a szent állatokra – pl. az Ozirisz-macskára, az Ozirisz-páviánra, stb) is kiterjesztették.